# Nella notte un volo
Nella notte un volo è un album musicale di Rossana Casale, pubblicato dalla CDG East West nel 1996.

## Tracce
1. Onde – 5:04
2. Fragile – 4:29
3. Nella notte un volo – 6:42
4. Arturo – 3:24
5. Se tu fossi qui – 5:45
6. Piccole bugie – 4:19
7. Di nascosto – 4:33
8. Lola e i movimenti minimi – 4:35
9. Il suono nel vento – 4:18
10. Una mano sul cuore – 4:57
11. L'attesa – 3:51

## Formazione
- Rossana Casale – voce, cori
- Andrea Zuppini – chitarra, programmazione
- Elio Rivagli – batteria
- Luigi Bonafede – pianoforte
- Katoo – batteria
- Mario Rosini – tastiera, cori, pianoforte, voce in Una mano sul cuore
- Nicolò Fragile – tastiera, programmazione
- Massimo Moriconi – contrabbasso
- Edoardo De Angelis – violino
- Carlo Lazzaroni – violino
- Madeleine Zagni – viola
- Emilio Soana – tromba
- Dino Gnassi – trombone
- Massimo Zagonari – sassofono tenore, sassofono baritono
- Roberto Martinelli – sassofono contralto
- Tosca – cori